# Friedhelm Kober
Friedhelm Kober (* 19. März 1944 in Pforzheim) ist ein deutscher Chemiker, Hochschullehrer und Autor.

## Leben
Friedhelm Kober studierte Chemie an der Technischen Universität Karlsruhe. 1967 legte er sein Diplomexamen ab. 1970 wurde er in Karlsruhe zum Dr. rer. nat. promoviert und  wechselte im gleichen Jahr an die Technische Universität Darmstadt, wo er als wissenschaftlicher Assistent und Dozent tätig war und unmittelbar nach der Promotion im Alter von 26 Jahren seine erste Vorlesung (mit Lehrauftrag des Fachbereichs) über Qualitative Analyse hielt. 1977 habilitierte Kober und wurde 1984 zum außerplanmäßigen Professor an der TU Darmstadt ernannt. Auch nach seiner Pensionierung im Jahr 2009 setzte er seine Vorlesungen über Chemie auf Wunsch des Fachbereichs mit einem Lehrauftrag bis 2020 fort. Außer an der TU Darmstadt hielt er im Rahmen einer Lehrstuhlvertretung Vorlesungen an der Universität des Saarlandes in Saarbrücken (1980) und als Lehrbeauftragter an Technischen Universität Kaiserslautern – jeweils parallel zu den Vorlesungen an der TU Darmstadt.
Kobers wissenschaftliche Arbeiten hatten metallorganische Verbindungen hauptsächlich mit Arsen zum  Schwerpunkt und führten zu 78 wissenschaftlichen Veröffentlichungen und 11 Übersichtsartikeln. Darüber hinaus entstanden über 80 fachdidaktische und chemie-historische Arbeiten und 12 Lehrbücher über Komplexchemie und chemische Analytik, darunter zahlreiche gemeinsam mit Reinhard Demuth.

## Wissenschaftliche Buchveröffentlichungen
- Grundlagen der Spektroskopie (gemeinsam mit R. Demuth), Diesterweg; Frankfurt 1977, ISBN 3-425-05481-3.
- Grundlagen der Komplexchemie, Sauerländer; Frankfurt 1978 ISBN 3-425-05292-6, ISBN 3-7941-1622-4.
- Serie: Komplexchemie (gemeinsam mit R. Demuth), Diesterweg; Frankfurt 1980, ISBN 3-425-08533-6.
- Komplexchemie experimentell (gemeinsam mit R. Demuth), Diesterweg; Frankfurt 1980, ISBN 3-425-05365-5.
- Aufbau des Periodensystems, Diesterweg, Frankfurt 1981, ISBN 3-425-08537-9.
- Grundlagen der qualitativen anorganischen und organischen Analyse, Leuchtturm-Zebisch-Verlag; Alsbach 1983, ISBN 3-88064-028-9.
- Quantitative Analyse, ein Arbeitsbuch für Theorie und Praxis, Leuchtturm-Zebisch-Verlag; Alsbach 1983, ISBN 3-88064-030-0.
- Symmetrie der Moleküle, Diesterweg; Frankfurt 1983, ISBN 3-42505-292-6.
- Quellentexte Chemie (gemeinsam mit U. Dämmgen und R. Demuth), Diesterweg; Frankfurt 1983, ISBN 3-42505-293-4.
- Symmetrie der Moleküle und ihre gruppentheoretische Beschreibung – Symmetrie der Kristalle in: Leitthemen zur Didaktik der Naturwissenschaft; Hrsg. H. Stork, Aulis-Verlag; Köln 1985.
- pH-Wert-Berechnung mit und ohne Computer Lehrbuch mit Programmsammlung auf Diskette, Diesterweg; Frankfurt, 1990, ISBN 3-425-05479-1.

## Belletristik
Nach seiner Pensionierung 2009 sind verschiedene Romane und Erzählungen entstanden, die in Vergangenheit, Gegenwart und Zukunft spielen:
- Freyas Tränen, die Geschichte einer großen Liebe in einer schrecklichen Zeit[4]
  - Band I: Meine Zeit mit Attila, BoD-Verlag 2007, ISBN 978-3-8334-8887-0
  - Band II: Auf der Flucht, BoD-Verlag 2007, ISBN 978-3-8334-8355-4
  - Band III: Im Auftrag der Nornen, BoD-Verlag, 2008, ISBN 978-3-8334-7599-3
- Das Maß aller Dinge: Sophies Weg, BoD-Verlag 2011, ISBN 978-3-8448-5482-4
- Wie man kein Professor wird, BoD-Verlag 2013, ISBN 978-3-7322-2977-2